# Armenia na Zimowych Igrzyskach Olimpijskich 2014
Armenia na Zimowych Igrzyskach Olimpijskich 2014 – kadra sportowców reprezentujących Armenię na igrzyskach w 2014 roku w Soczi. Kadra liczyła 4 sportowców.

## Skład reprezentacji

### Biegi narciarskie

#### Kobiety
- Katia Galstian

| Konkurencja       | Zawodnik       | Finał   | Finał   |
| Konkurencja       | Zawodnik       | Czas    | Miejsce |
| ----------------- | -------------- | ------- | ------- |
| Bieg indywidualny | Katia Galstian | 35:26,4 | 64.     |

#### Mężczyźni
- Artur Jeghojan
- Sergej Mikajelian

| Konkurencja       | Zawodnik          | Finał                 | Finał                 |
| Konkurencja       | Zawodnik          | Czas                  | Miejsce               |
| ----------------- | ----------------- | --------------------- | --------------------- |
| Bieg indywidualny | Artur Jeghojan    | Nie stanął na starcie | Nie stanął na starcie |
| Bieg łączony      | Artur Jeghojan    | 1:17:44,5             | 63.                   |
| Bieg indywidualny | Sergej Mikajelian | 42:39,1               | 46.                   |
| Bieg łączony      | Sergej Mikajelian | 1:1316,6              | 46.                   |

### Narciarstwo alpejskie
- Arman Serebrakian

| Konkurencja   | Zawodnik          | Zjazd 1. | Zjazd 1. | Zjazd 2. | Zjazd 2. | Suma    | Miejsce |
| Konkurencja   | Zawodnik          | Czas     | Miejsce  | Czas     | Miejsce  | Suma    | Miejsce |
| ------------- | ----------------- | -------- | -------- | -------- | -------- | ------- | ------- |
| Slalom gigant | Arman Serebrakian | 1:29,59  | 54.      | 1:28,81  | 42.      | 2:58,40 | 46.     |
| Slalom        | Arman Serebrakian | 55,90    | 60.      | 1:04,67  | 31.      | 2:00,57 | 34.     |